# Sustenido

A nota dó sustenido em clave de sol.

Em música, o sustenido é um acidente que, tendo seu sinal de notação (♯) colocado à esquerda da nota, indica que a altura desta nota deve ser elevada em um semitom. A palavra é usada como adjetivo para indicar entonação acima da altura constante da notação. O dobrado sustenido, (com a notação ✗) indica que a altura da nota que este sinal antecede deve ser elevada em dois semitons.
A presença do símbolo de sustenido produz modificações nas notas da seguinte forma:
(1) Se um sinal de sustenido marcar uma nota dentro de um compasso, todas as ocorrências seguintes dessa mesma nota dentro desse compasso deverão ser executadas em sustenido. Essa alteração não afeta, no entanto, a mesma nota em outras oitavas. Encerrando-se o compasso, as ocorrências seguintes dessa nota deverão ser executadas sem alteração.
(2) Se um sinal de sustenido aparecer na armadura da clave, todas as ocorrências da nota marcada ao longo de toda a música deverão ser executadas em sustenido. Exemplo: uma música em Lá maior tem três sustenidos na armadura (Dó, Fá e Sol). 
Quando o compositor deseja que uma nota marcada com sustenido seja executada na altura original (exemplo: em vez de um fá sustenido, deseja-se a execução da nota fá) usa-se um sinal chamado bequadro, acidente musical que desativa o efeito do sustenido ou do bemol.
Nota: Em alguns computadores, o caracter Unicode '♯' (266F hexadecimal) pode representar um sustenido. Também é comum se chamar o símbolo ASCII '#' (cerquilha) de sustenido.